# Црква Светог Томе у Кутима (Херцег Нови)
Црква Светог Томе у Кутима, изнад Херцег Новог, налазила се у травунијској жупи Драчевици.  Према аналогним грађевинама њено подизање датује се у другу половину XI века.
Припада јужнодалматинском типу градње и зетско-захумској скупини цркава. Првобитно је била централна грађевина са кубетом, са зидовима разуђеним лезенама и нишама са унутрашње површине. Апсида је споља четвртаста, а изнутра полукружна. У унутрашњости цркве откривена је олтарска преграда са неколико очуваних елемената. 
Карактеристике архитектуре и рељефа носе обиљежје развијене предоманике XI вијека. Остаци иконостаса одликују се изузетним мајсторством и пластичношћу. Горњи дио парапетне плоче садржи, у трочланој изувијаној лози, приказе птица и змајева, а на главном пољу тему Обожавања крста. Ту су два анђела у молитвеном ставу окренута ка крсту, украшеном трочланом траком, док су испод кракова два орла раширених крила. Орнамент се повлачи пред приказом животиња и фигура; површинску обраду замењује заобљеност рељефа.
Уочљиве су двије фазе њеног зидања. Прву представља сјеверни зид и дио апсиде, сличне као код Цркве Св. Михајла, у Стону. Другу фазу представља јужни зид, касније президан. Сјеверни зид је зидан од ситно ломљеног камења и фрагмената цигала утопљених у малтер. Други је зид, без ниша, од већих правилних квадера и касније је президан. Ископавањем су нађени фундаменти каменог иконостаса. Композиција два анђела који обожавају крст је једно од ријетких ремек дијела прероманске умјетности у овим областима, а налази се на парапетној плочи (која хронолошки одговара презиђивању јужног зида, а не првобитној грађевини). У шуту су нађени ситни фрагменти фресака, нијесу подобни за стилску анализу и датовање. Фреске се хиптетички могу датирати у крај 11. и почетак 12. вијека. Фреске се чувају у Завичајном музеју Херцег Новог.

## Непознати ктитор
Ктитор цркве је остао непознат. Један топоним у њеној непосредној близини, брдо изнад Зеленике, Драгомир, може се повезати са Драгомиром, стрицем дукљанског кнеза Јована Владимира. Драгомир је владао у Травунији у 9. веку.. По писцу Барског родослова, први покушај да се сусједна, дукљанска држава, осамостали након пада државе македонских Словена, дошао је током 1018. године из Травуније. Драгомир, стриц дукљанског кнеза Владимира (убијеног на превару у Преспи, двије године раније) спустио се са војском у Боку Которску, прешао Вериге и заузео Дукљу. Међутим, романски градови на обали, нијесу се лако мирили са словенском влашћу. На градски патрицијат се нарочито ослањала византијска политика. Драгомира убијају Которани на острву Св. Гаврила (Св. Марко) код Тивта, у Цркви арханђела Гаврила.